# Parco nazionale Bundala
Il parco nazionale Bundala è un'area naturale protetta di importanza internazionale per lo svernamento degli uccelli migratori acquatici in Sri Lanka. Bundala accoglie 197 specie di uccelli, la più importante delle quali è il fenicottero rosa, che migra in grandi stormi. Bundala è stato designato rifugio naturale nel 1969 e rinominato parco nazionale il 4 gennaio 1993. Nel 1991 Bundala è divenuto la prima zona umida ad essere dichiarata sito Ramsar in Sri Lanka. Nel 2005 il parco nazionale è stato designato riserva della biosfera dall'UNESCO, la quarta riserva della biosfera in Sri Lanka. Il parco nazionale è situato a 245 km a sudest di Colombo.

## Caratteristiche fisiche
L'area poggia principalmente su uno strato di gneiss a base di orneblenda-biotite della serie orientale di Vijayan. Il clima prevalente è quello della zona asciutta tipico della parte bassa del paese. L'area di Bundala area riceve 1.074 mm di precipitazioni piovose annuali. Malgrado il sostanziale apporto di piogge durante la stagione del monsone nordorientale (inverno), nel resto dell'anno persiste il clima asciutto. La vicinanza all'Oceano Indiano contribuisce a migliorare le temperature: la temperatura media annuale è intorno a 28,0 °C, ma sale nei mesi di aprile, maggio e giugno. Il parco nazionale ha un tasso elevato di umidità relativa pari all'80%. Esso comprende quattro lagune: quella di Bundala di 520 ha, quella di Embilikala di 430 ha, quella di Malala di 650 ha e quella di Koholankala di 390 ha.

## Ecologia
Le aree ecologiche del parco nazionale comprendono sette tipi di habitat terrestre e sei tipi di zona umida. Il numero di specie di piante documentate nell'area ammonta a 383, di cui arbusti secchi e spinosi ed erbe costituiscono la flora più abbondante. Ciò include 6 specie endemiche e 7 specie minacciate a livello nazionale. Bundala contiene anche una piccola macchia di mangrovie nell'area lagunare di Bundala. 324 specie di vertebrati sono stati registrati nel parco nazionale, i quali includono 32 specie di pesci, 15 specie di anfibi, 48 specie di rettili, 197 specie di uccelli e 32 specie di mammiferi. Cinque dei mammiferi sono classificati minacciati. Tra gli invertebrati ci sono 52 specie di farfalla. Tra queste è compresa la Troides darsius, la più grande farfalla in Sri Lanka. Le specie più comuni sono Appias wardii, Ixias pyrene e Colotis amata.

## Flora
Il fitoplancton in tutte le lagune è dominato dalle alghe verdi-azzurre che includono specie come Macrocystis, Nostoc e Oscillatoria. L'Hydrilla è abbondante nelle lagune come Embilikala e Malala. Negli acquitrini e nei corsi d'acqua si trovano canneti di giacinti d'acqua, gigli d'acqua e Typha angustifolia. La vegetazione consiste principalmente di sterpaglie di Acacia comprendenti Dichrostachys cinerea, Randia dumetorum, Ziziphus sp., Gymnosporia emarginata, Carissa spinarum, Capparis zeylanica e Cassia spp.. Gli alberi della foresta sono Bauhinia racemosa, Salvadora persica, Drypetes sepiaria, Manilkara hexandra e, meno comuni, Chloroxylon swietenia, Azadirachta indica e Feronia limonia. Le piante alofite prosperano nelle condizioni ambientali del parco nazionale. La Salicornia brachiata e la Halosarcia indica sono esempi di piante resistenti al sale. Gli alberi di Lumnitzera racemosa costituiscono la piccola area delle mangrovie.

## Fauna

### Uccelli
Bundala è un importante rifugio per uccelli. Circa 100 specie di uccelli acquatici abitano gli habitat di zona umida a Bundala, essendo metà di essi uccelli migratori. Il fenicottero rosa che soggiorna brevemente in grandi stormi di oltre 1.000 individui dal Rann di Kutch dell'India è il punto culminante del passato. Altri uccelli acquatici che sono presenti in grandi numeri comprendono la dendrocigna indiana, la marzaiola, il cormorano minuto, il cormorano indiano, l'airone cenerino, l'ibis dalla testa nera, la spatola bianca, l'anastomo asiatico, il tantalo variopinto, chionidi di taglia media (genere Tringa), e chionidi piccoli (genere Charadrius). Il becco a sella asiatico, il marabù minore e la folaga sono uccelli rari che popolano il parco nazionale.

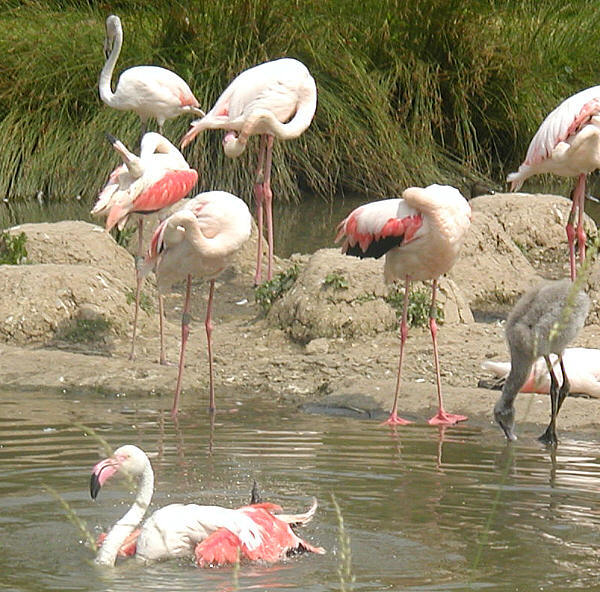
Phoenicopterus roseus
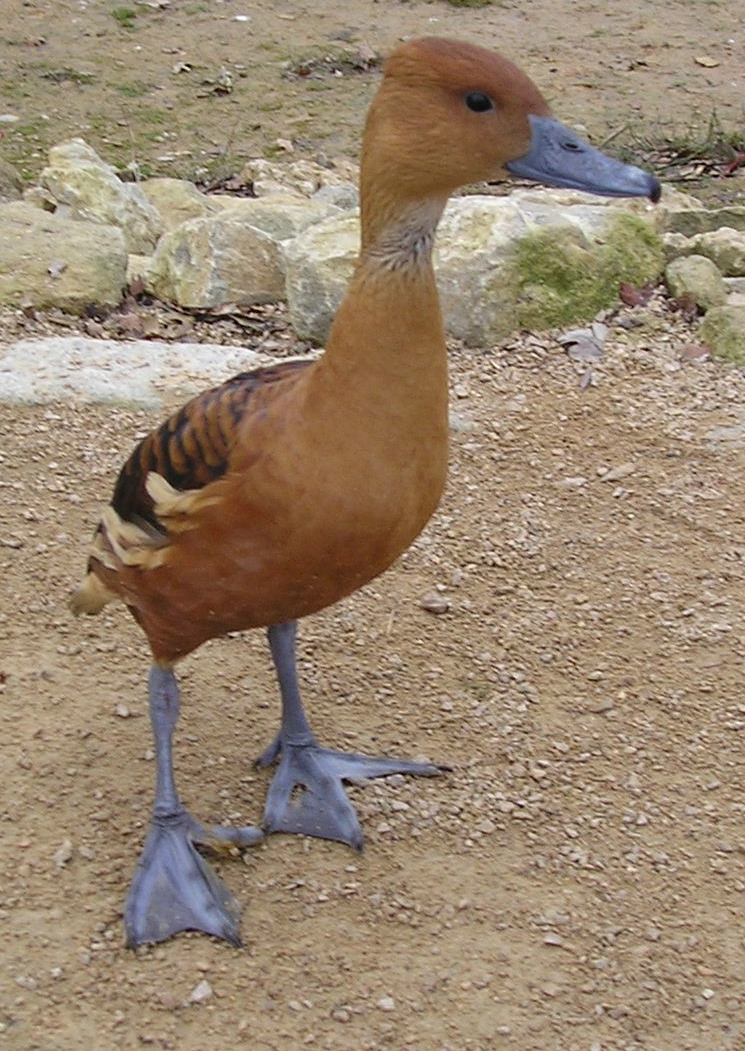
Dendrocygna javanica
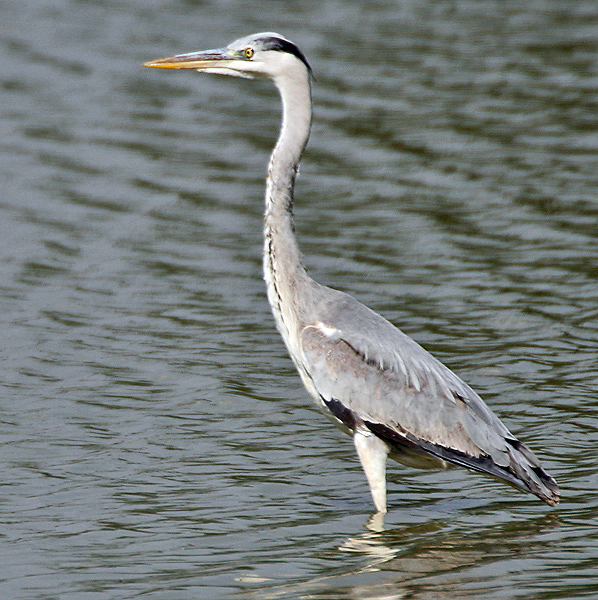
Ardea cinerea
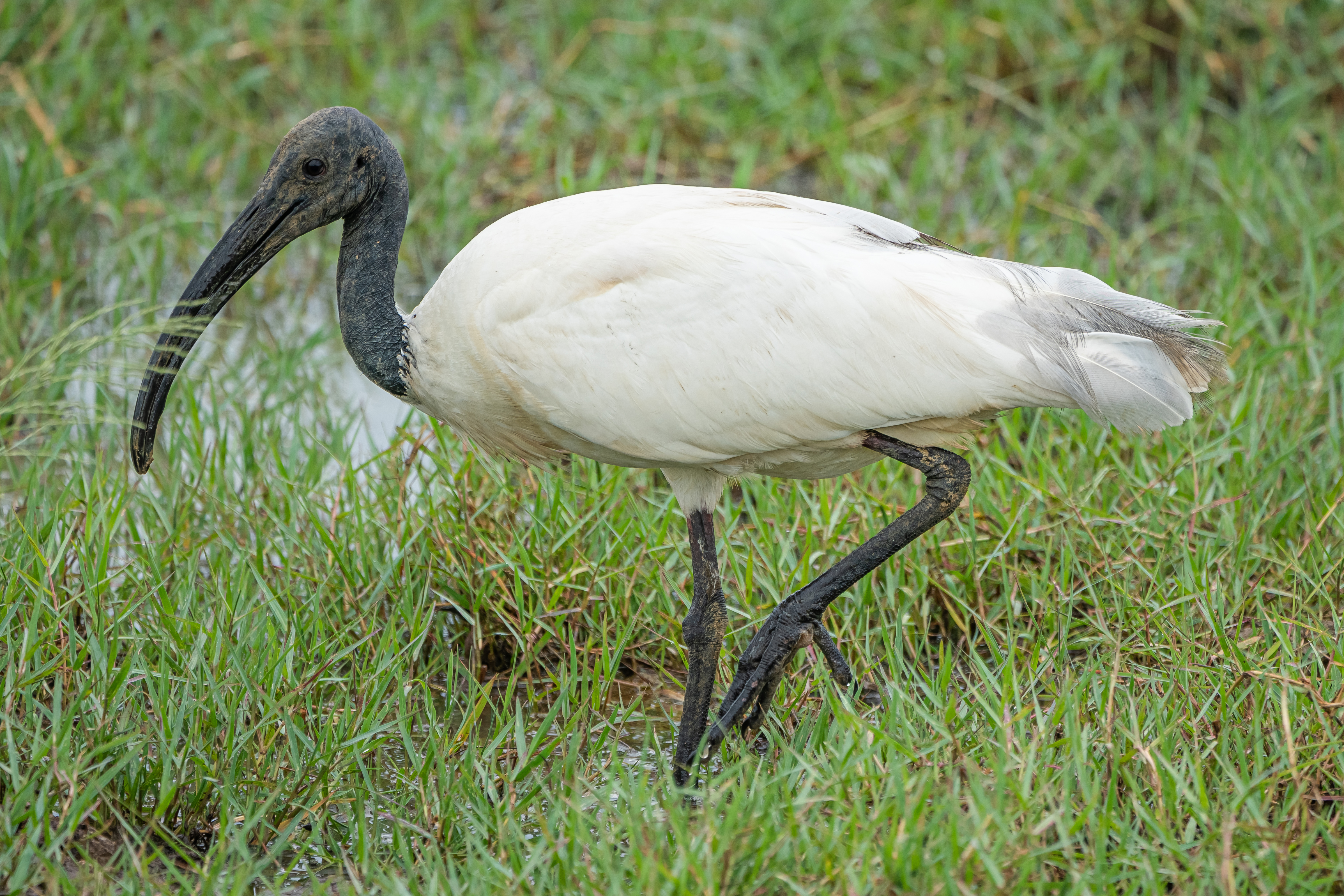
Threskiornis melanocephalus
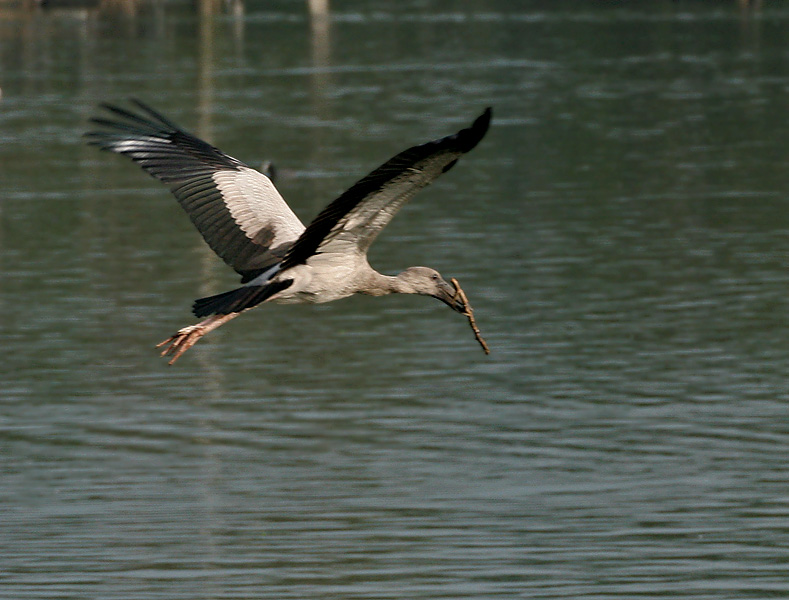
Anastomus oscitans

### Mammiferi
La foresta è un importante habitat per l'elefante dello Sri Lanka, a rischio di estinzione, la più grande sottospecie di elefante asiatico. Il cervo sambar srilankese, leopardo dello Sri Lanka, il cinghiale, la mangusta grigia indiana, l'orso labiato dello Sri Lanka, il cervo axis singalese, la piccola civetta indiana, lo sciacallo dorato e l'istrice indiano crestato sono gli altri mammiferi presenti nel parco.

### Pesci, rettili e anfibi
Bundala ospita varie forme di pesci, compresi quelli d'acqua salata, quelli marini, quelli d'acqua salmastra e quelli d'acqua dolce. Rispettivamente Anguilla bicolor, Ambassis gymnocephalus, Pesce latte e Channa striata sono esempi per ciascuna forma di pesce. Bundala è una delle poche aree dove possono essere trovate entrambe le specie di coccodrillo presenti nello Sri Lanka, il coccodrillo palustre e il coccodrillo marino. La spiaggia adiacente a Bundala è un territorio di nidificazione per tutte le cinque specie di tartarughe marine minacciate a livello mondiale che migrano nello Sri Lanka. L'erpetofauna del parco di Bundala include due specie endemiche, un rospo, Bufo atukoralei, e un serpente, Xenochrophis asperrimus.

## Attività umane sostenibili
Il tempio di Kirinda, costruito sul sito dove giunse la nave che portava la principessa Viharamahadevi durante il regno del re Kavan Tissa (205-161 a.C.), è situato nella zona di transizione del parco nazionale. La zona cuscinetto include quattro villaggi con approssimativamente 3.800 residenti. Le principali occupazioni di queste comunità locali comprendono la zootecnia, la pesca, l'agricoltura e l'estrazione dei depositi di conchiglie fossili per la produzione di calce viva. Ci sono organizzazioni di agricoltori e società cooperative di pesca per regolamentare la pesca, creare fonti di reddito alternative per i pescatori ed incoraggiare metodi di pesca appropriati nelle aree protette.

## Minacce
Il dottor Channa Bambaradeniya, ex ricercatore dell'IUCN, ha identificato quattro minacce principali che interessano la biodiversità di Bundala: la distruzione e la frammentazione dell'habitat, lo sfruttamento delle specie, la siccità prolungata, la diffusione di specie aliene invasive e le pratiche di uso della terra pianificate in modo inadeguato. Bundala sta soffrendo a causa della diffusione di due specie invasive di piante che si stima coprano ormai circa il 60% della sua superficie di terra. Il cactus copre il terreno e la pianta di macchia Prosopis juliflora (singalese "Katu Andara") cresce verso l'alto, bloccando la luce del sole per le altre piante. Una ricerca condotta dall'IWMI ha rivelato che l'acqua in quattro delle cinque lagune di Bundala era contaminata a causa dei progetti di sviluppo che deviavano il deflusso idrico delle coltivazioni e degli allevamenti verso le lagune del parco di Bundala, uccidendo così i gamberi, i granchi e altre piccole creature di cui si nutrono gli uccelli e, infine, gli uccelli stessi rimasti senza cibo.